# Adolfo de Aréizaga

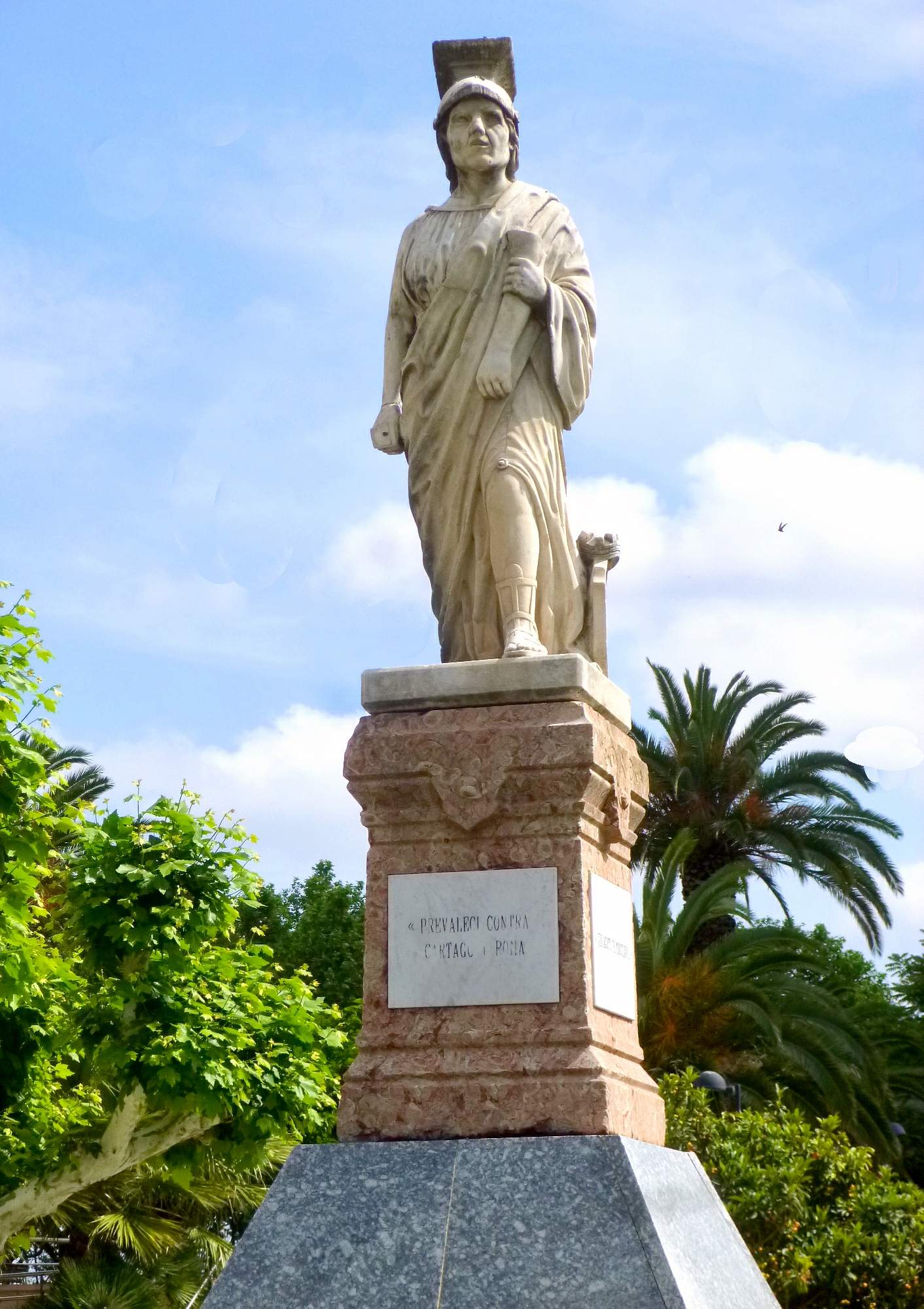
Monumento a la Matrona en Calahorra

Adolfo de Aréizaga y Orueta (Bilbao, 1848-Málaga, 1918) fue un escultor español.

## Biografía
Nacido en Bilbao el 12 de noviembre de 1848, fue discípulo en Madrid de Bellver y en Roma de Jerónimo Suñol. Fueron obras suyas el busto en mármol de la viuda de Epalza Zurbarán, que le fue encargado por la Santa Casa de Misericordia de Bilbao, así como el de Tomás José Epalza Zurbarán, esposo de la misma; una estatua alegórica de la ciudad de Calahorra, encargada por el alcalde de dicha localidad en 1878, y el busto en mármol con que concurrió a la Exposición Nacional de Bellas Artes celebrada aquel año en Madrid. Falleció el 15 de enero de 1918 en Málaga.